# Shinano
Shinano (信濃)?) var ett japanskt hangarfartyg, hon var ursprungligen planerad för att bli ett slagskepp i Yamato-klassen (systerskepp till Yamato och Musashi). Efter slaget vid Midway, där japanska flottan förlorade fyra hangarfartyg, valdes Shinano som var under konstruktion, ut för konvertering och fullbordades 1944. Färdigställd blev hon (räknat i tonnage) det största hangarfartyg som byggts (fram till USS Forrestal som blev klar 11 år senare). Shinanos roll var att fungera som understöd - hon skulle i första hand bära förråd och reservflygplan åt andra hangarfartyg och hade bara en mindre egen operativ flygstyrka.

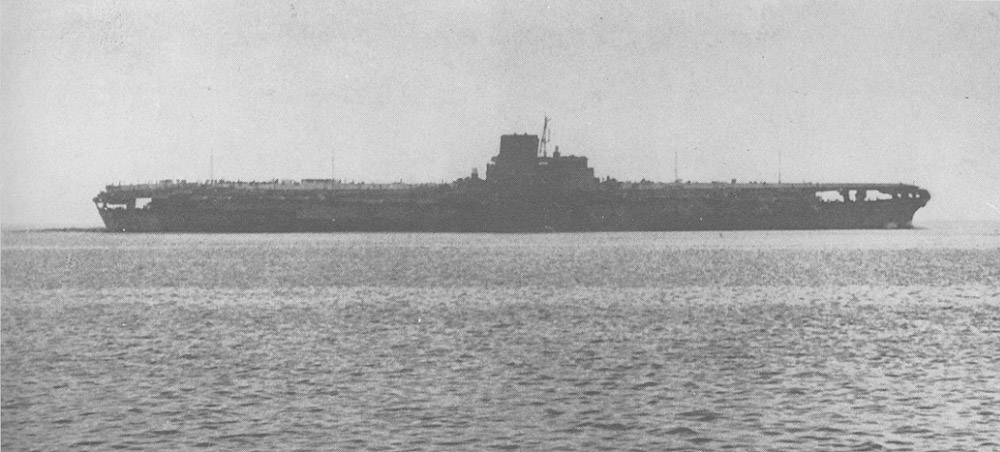
Shinano

Shinano kölsträcktes (som Yamato-slagskepp) den 4 maj 1940, sjösattes 8 oktober 1944 och togs i tjänst 19 november 1944. Den 29 november 1944, några timmar efter att hon lämnat Yokosuka på väg till Kure för ytterligare utrustningsarbete siktades hon av den amerikanska ubåten USS Archerfish (SS-311) och sänktes med en salva om fyra torpeder. Hon saknade vattenpumpar och vattentätningen var inte klar när hon träffades av torpederna.
- Standarddeplacement: 64 800 ton.[1]
- Beväpning: 8 par 127 mm kanoner, 99 st 25 mm luftvärnskanoner i trippelfäste, 12 st luftvärnsraketpjäser.[1]
- Flyggrupp: 47 plan[1] (avsedd att bära upp till 120 plan huvudsakligen som reserv för andra hangarfartyg).

Flygdäcket hade ett 75 mm tjockt pansar. Shinano hade två flygplanshissar som ledde till en hangarnivå som var uppdelad i en främre och bakre sektion.
Liksom övriga fartyg i sin ursprungliga klass namngavs Shinano efter en japansk provins. Liksom Kaga (kölsträckt som slagskepp i Tosa-klassen) och Akagi (ursprungligen slagkryssare i Amagi-klassen) som också konverterades till hangarfartyg, behöll Shinano sitt namn efter konverteringen.